# Hechos de Juan

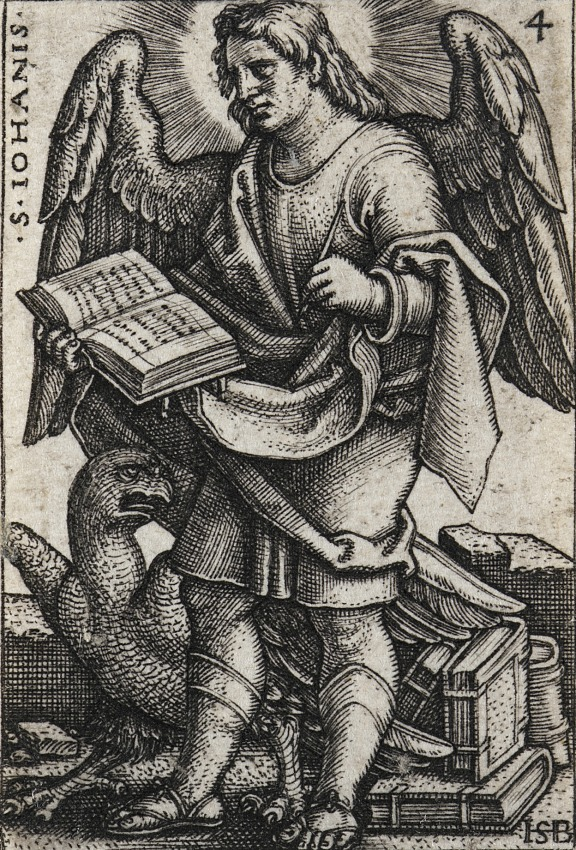
Representación de San Juan Evangelista.

Los Hechos de Juan o  como se ha transmitido en manuscritos griegos de la Antigüedad Actos del santo apóstol y evangelista Juan el Teólogo son apócrifos cristianos del Nuevo Testamento en relación con historias sobre Juan el Apóstol.
Comenzaron a circular en forma escrita tan temprano como en el siglo II. Los estudiosos han podido reconstruir las traducciones de los Hechos de Juan en idiomas modernos a partir de varias reconstrucciones de manuscritos de fechas posteriores. Se inspiran en particular en Eusebio de Cesarea.

## Hechos de Juany otras historias sobre él
Numerosas historias sobre Juan y otros apóstoles comenzaron a circular en el siglo II. Estas historias se remontan a diferentes autores y contextos, y fueron revisadas y contadas en muchas formas e idiomas diferentes a lo largo de los siglos. A veces, los episodios que originalmente habían circulado de forma independiente se combinaron con otras historias para formar colecciones sobre un apóstol, y a veces los episodios que originalmente habían sido parte de colecciones de episodios múltiples se separaron y circularon de forma independiente. La mayoría de los manuscritos existentes de las historias también datan de un período considerablemente posterior a cuando comenzaron a circular.
Estos factores pueden dificultar la reconstrucción de las primeras historias sobre el apóstol Juan, y los académicos continúan debatiendo sobre los episodios que originalmente pudieron estar juntos. Un conjunto de historias, donde Juan está ante Domiciano en Roma y sobrevive bebiendo un veneno mortal, aparece en algunas traducciones antiguas de los Hechos de Juan, pero ya no se considera que tengan el mismo origen que otros episodios. Ahora se conocen como los 'Hechos de Juan en Roma' y se entienden como una tradición separada.
El nombre de Hechos de Juan en Roma es un título moderno para distinguirlo de Hechos de Juan, ya que la característica principal de los primeros y que los diferencia es que la mayoría de los episodios se desarrollan en Roma. A pesar del título transmitido por los manuscritos, los textos no mencionan la redacción del Evangelio de Juan y, por otro lado, menciona la visión del Apocalipsis de Juan.

## Contenido de las versiones modernas de losHechos de Juan
La mayoría de los estudiosos coinciden en que incluso las versiones más recientes de los Hechos de Juan incluyen episodios que se remontan a diversas fechas y orígenes. Teológicamente, esta obra pertenece al docetismo y posee una orientación gnóstica. Contiene milagros y sermones de Juan en Asia Menor y narra la historia de su viaje desde Jerusalén hasta Roma y su encarcelamiento en la isla de Patmos. Juan finalmente muere en Éfeso. Estas versiones contienen aproximadamente las siguientes secciones:
A. Historias sobre Juan en Éfeso (Asia Menor) (Hechos de Juan 18-55, 58-86). Constan de las siguientes secciones:
- Una introducción o transición (Hechos de Juan 18). (El comienzo original de la historia se ha perdido).
- Conversión de Cleopatra y Licomedes (Hechos de Juan 19–29).
- Curación en el teatro de Éfeso (Hechos de Juan 30–36).
- Conversión en el Templo de Artemisa (Hechos de Juan 37–47).
- El parricidio (Hechos de Juan 48–54).
- Invocaciones de Esmirna (Hechos de Juan 55).
- Historia de las chinches (Hechos de Juan 58–62).
- Calímaco y Drusiana (Hechos de Juan 63–86).

B. Un largo texto donde Juan relata las experiencias anteriores que tuvo con Jesús antes y durante la crucifixión (Hechos de Juan 87-105).
C. La metástasis, un relato de la muerte de Juan (Hechos de Juan 106-115).
Muchos estudiosos consideran el material que se ha etiquetado convencionalmente como capítulos 94-102 puede ser de un origen posterior a los episodios en las secciones A y C, y algunos asignan toda la sección B a un origen separado.

## Datación e historia
Muchos estudiosos piensan que las versiones del episodio considerado que pertenece a los Hechos de Juan ya estaban circulando en el siglo II.
Los nombres de los autores que participaron en el proyecto son desconocidos, aunque tradiciones más antigua asociaban los textos con un Leucio Carino, un compañero de Juan, aunque su nombre no aparece en el texto y los eruditos modernos no creen que haya estado involucrado en su composición.
Alguna de sus versiones que contenía al menos partes de la Sección B y el episodio de Licomedes fue rechazada por herética en el Segundo Concilio de Nicea de 787. Se desconoce el contenido exacto de los 'Hechos de Juan' conocidos por los participantes en el Concilio.
La esticometría de Nicéforo, una esticometría del siglo IX, proporciona la longitud del texto de Hechos de Juan como de 2.500 líneas.
La cristología polimórfica, vista en la sección B, se desarrolló principalmente durante el siglo II, dando crédito a la fecha de su desarrollo en el siglo II.